# Hans von Kotzau
Hans von Kotzau (* vor 1398; † nach 1468) war Amtmann von Hohenberg und später Hauptmann von Wunsiedel im Sechsämterland. Kurzzeitig war er Hofmeister am Hofe des Markgrafen Albrecht Achilles, der sich zu diesem Zeitpunkt in Regensburg aufhielt.

## Leben und Wirken
Hans stammte aus der Hauptlinie der Familie von Kotzau mit dem Stammsitz im heutigen Oberkotzau. Ältere, im Detail aber ungenaue Geschichtsforscher, darunter der Genealoge Johann Gottfried Biedermann, identifizieren seinen Vater als Hans, der als Stammvater des Rittergeschlechts gehandelt wird. Alban von Dobeneck nennt unter den Geschwistern auch die Äbtissin Katharina von Kotzau, die jedoch später gelebt haben muss. Hans von Kotzau war mit Afra von Redwitz verheiratet; aus der Ehe sind die beiden Söhne Hans und Friedrich bekannt.
Während der Hussitenkriege eroberten die Hussiten die Stadt Plauen, und Markgraf Friedrich formierte bei Hof den Widerstand mit 80 Reitern, die u. a. Hans von Kotzau anführte. Caspar von Waldenfels war zu diesem Zeitpunkt Hauptmann in Hof. Zusammen mit dem Unterhändler Hans von Sparneck wurden sie vor den Toren der Stadt Hof in Kampfhandlungen verwickelt, bei denen sich Hans von Sparneck mit seinem Sohn auszeichnete.
Als Amtmann von Hohenberg ist Hans von Kotzau ab 1438 urkundlich nachweisbar. Er stand mehrfach in Verhandlungen mit dem Egerer Rat. Er war beteiligt am Ersten Markgrafenkrieg bzw. dem Städtekrieg, wobei er mit einem seiner Knechte vorübergehend in Gefangenschaft geriet. Nach 1452 bis zu seinem Lebensende war er Hauptmann in Wunsiedel, das Amt in Hohenberg bekleidete kurzfristig sein Sohn Friedrich. 1457 wurde er in einer Urkunde nicht nur als Amtmann, sondern auch als Hofmeister angesprochen. Er ist von 1398 bis 1468 urkundlich nachweisbar.